# میانتسو
میانتسو (به لاتین: Miantso) یک منطقهٔ مسکونی در ماداگاسکار است که در آنکازوبه واقع شده‌است. میانتسو ۱۹۵٬۳۷ کیلومتر مربع مساحت و ۲۳٬۶۹۱ نفر جمعیت دارد.